# United States House Committee on Armed Services

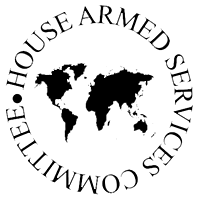
Emblem des House Committee on Armed Services

Das United States House Committee on Armed Services (umgangssprachlich House Armed Services Committee) ist ein ständiger Ausschuss des Repräsentantenhauses der Vereinigten Staaten. Es entscheidet über die Verwendung des Budgets über die allgemeine Zuteilung hinaus und kontrolliert die Aktivitäten der Streitkräfte. Darüber hinaus überwacht es diejenigen Teile des Energieministeriums, die in die nukleare Rüstung der Vereinigten Staaten eingebunden sind. Aufgrund der Bedeutung der Streitkräfte in der Außenpolitik der Vereinigten Staaten sowie des großen Etats, den der Ausschuss verwaltet, gilt er als einer der wichtigsten und einflussreichsten Ausschüsse überhaupt.

## Geschichte
Der Ausschuss wurde 1946 durch den Legislative Reorganization Act nach  Verschmelzung zweier Rechtsquellen ins Leben gerufen. Das Committee of Military Affairs (dt.: „Militärausschuss“) und das Committee on Naval Affairs („Marineausschuss“) waren jeweils 1821 gegründet worden und fusionierten. Ein dritter Ausschuss, das für die militärische Reservewesen zuständige Committee on the Militia wurde 1835 gegründet, bevor 1911 seine Aufgaben dem Committee of Military Affairs zugeschlagen wurden.

## Mitglieder im 118. Kongress

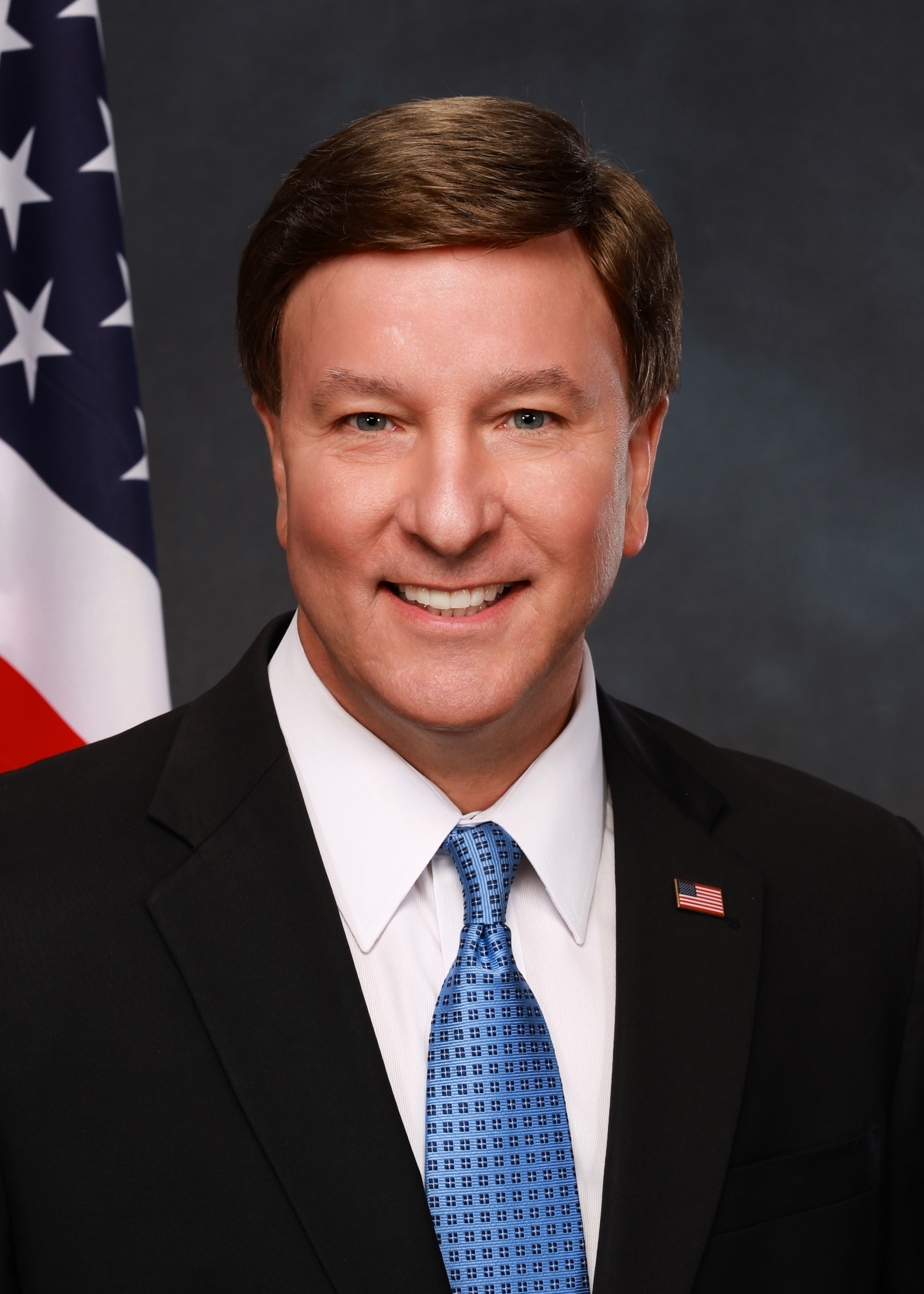
Michael D. Rogers, der derzeitige Vorsitzende des Ausschusses

Der Ausschuss besteht derzeit 31 Republikanern und 28 Demokraten. Vorsitzender und ranghöchster Republikaner im Gremium ist der aus Alabama stammende Michael D. Rogers.
Ranghöchster Demokrat im Gremium ist der Washington vertretende David Adam Smith.
| Republikaner | Demokraten |
| --- | --- |
| - Michael D. Rogers, Chairman - Addison Graves Wilson Sr. - Michael Ray Turner - Douglas Lawrence Lamborn - Robert Joseph Wittman, Vice Chairman - James Austin Scott - Samuel Bruce Graves Jr. - Elise Marie Stefanik - Scott Eugene DesJarlais - John Trent Kelly - Michael John Gallagher - Matthew Louis Gaetz - Donald John Bacon - James Edward Banks - John Warren Bergman - Michael George Glen Waltz - James Michael Johnson - Lisa Carmella McClain - Ronny Lynn Jackson - Patrick Edward Fallon - Carlos Antonio Giménez - Nancy Ruth Mace - Bradley Howard Finstad - Dale Whitney Strong - Morgan Joe Luttrell - Jennifer Ann Kiggans - Nicholas Joseph LaLota - James Camacho Moylan - Mark Allen Alford - Cory Mills - Richard Dean McCormick | - David Adam Smith, Ranking Member - Joseph David Courtney - John Raymond Garamendi - Donald W. Norcross - Ruben Marinelarena Gallego - Seth Wilbur Moulton - Salud Ortiz Carbajal - Rohit Khanna - William Richard Keating - Andrew N. Kim - Christina Marie Houlahan - Jason A. Crow - Elissa Blair Slotkin - Rebecca Michelle Sherrill - Veronica Escobar - Jared Forrest Golden - Sara Josephine Jacobs - Marilyn Strickland - Patrick Kevin Ryan, Vice Ranking Member - Jeffrey Neale Jackson - Gabriel Vasquez - Christopher Raphael Deluzio - Jill Naomi Tokuda - Donald Gene Davis - Jennifer Leigh McClellan - Terrycina Andrea Sewell - Steven Alexander Horsford - James Varni Panetta - Marc Allison Veasey |

### Unterausschüsse
Es gibt folgende sieben Unterausschüsse:
| Subcommittee                                  | Übersetzung                                   | Chair (Vorsitz)           | Ranking Member             |
| --------------------------------------------- | --------------------------------------------- | ------------------------- | -------------------------- |
| Cyber, Information Technology, and Innovation | Cyber, Informationstechnologie und Innovation | Michael Gallagher         | Rohit Khanna               |
| Intelligence and Special Operations           | Geheimdienst und Spezialoperationen           | John Warren Bergman       | Ruben Marinelarena Gallego |
| Military Personnel                            | Militärpersonal                               | James Edward Banks        | Andrew N. Kim              |
| Readiness                                     | Einsatzbereitschaft                           | Michael George Glen Waltz | John Raymond Garamendi     |
| Seapower and Projection Forces                | Seestreitkräfte und Projekte                  | John Trent Kelly          | Joseph Courtney            |
| Strategic Forces                              | Strategische Streitkräfte                     | Douglas Lawrence Lamborn  | Seth W. Moulton            |
| Tactical Air and Land Forces                  | Luft- und Bodenstreitkräfte                   | Robert J. Wittman         | Donald W. Norcross         |

## Mitglieder im 117. Kongress

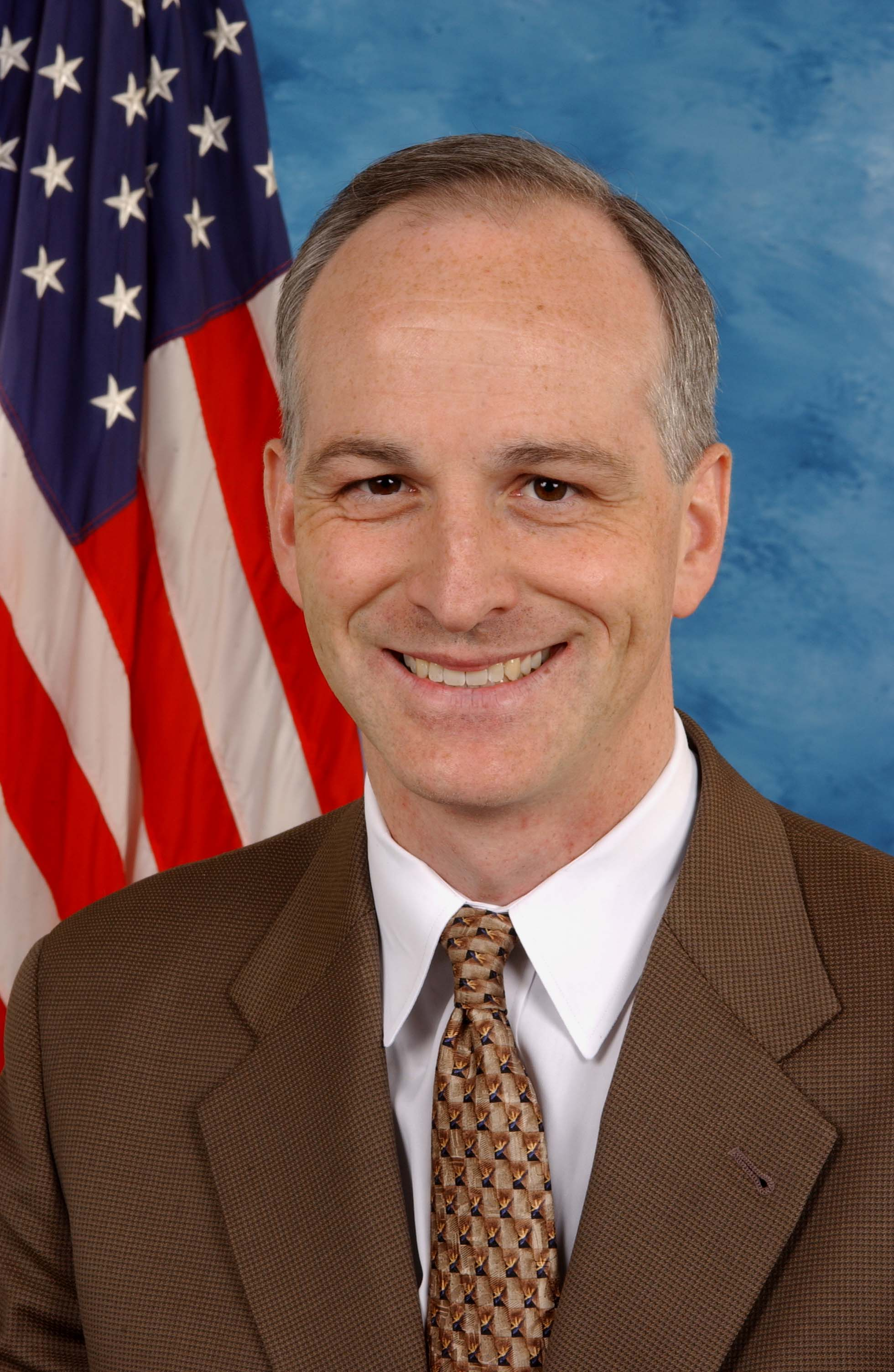
David Adam Smith, der Vorsitzende des Ausschusses im 117. Kongress

Der Ausschuss bestand aus 31 Demokraten und 28 Republikanern. Vorsitzender und ranghöchster Demokrat im Gremium war der Washington vertretende David Adam Smith. Ranghöchster Republikaner im Gremium war der aus Michigan stammende Michael J. Rogers. Es gab sieben Unterausschüsse (Subcommittees).
| Demokraten | Republikaner |
| --- | --- |
| - David Adam Smith, Chairman - James R. Langevin - Richard Ray Larsen - James Hayes Shofner Cooper - Joseph Darren Courtney - John Raymond Garamendi - Karen Lorraine Jacqueline Speier - Donald W. Norcross - Ruben Marinelarena Gallego - Seth Wilbur Moulton - Salud Ortiz Carbajal - Anthony Gregory Brown - Rohit Khanna - William Richard Keating - Andrew N. Kim - Christina Marie Houlahan - Jason A. Crow - Elissa Blair Slotkin - Rebecca Michelle Sherrill - Veronica Escobar - Jared Forrest Golden - Elaine Goodman Luria, Vice Chair - Joseph D. Morelle - Sara Josephine Jacobs - Kaiali‘i Kahele - Marilyn Strickland - Marc Allison Veasey - James Varni Panetta - Stephanie Ngọc Murphy - Steven Alexander Horsford - Sylvia Rodriguez Garcia | - Michael J. Rogers, Ranking Member - Addison Graves Wilson Sr. - Michael Ray Turner - Douglas Lawrence Lamborn - Robert Joseph Wittman - Vicky Jo Hartzler - James Austin Scott - Morris Jackson Brooks, Jr. - Samuel Bruce Graves Jr. - Elise Marie Stefanik - Scott Eugene DesJarlais - John Trent Kelly - Michael Gallagher - Matthew Louis Gaetz - Donald John Bacon - James Edward Banks - Elizabeth Lynne Cheney - John Warren Bergman - Michael George Glen Waltz - James Michael Johnson - Mark Edward Green - Stephanie Irene Bice - Clifford Scott Franklin - Lisa Carmella McClain - Ronny Lynn Jackson - Jerry Lee Carl Jr. - Blake David Moore - Patrick Edward Fallon |

### Unterausschüsse
| Subcommittee                                            | Übersetzung                                  | Chair (Vorsitz)                  | Ranking Member            |
| ------------------------------------------------------- | -------------------------------------------- | -------------------------------- | ------------------------- |
| Cyber, Innovative Technologies, and Information Systems | Cyber-, innovative- und Informations Systeme | James R. Langevin                | Elise Marie Stefanik      |
| Intelligence and Special Operations                     | Geheimdienst und Spezialoperationen          | Ruben Marinelarena Gallego       | John Trent Kelly          |
| Military Personnel                                      | Militärpersonal                              | Karen Lorraine Jacqueline Speier | James Edward Banks        |
| Readiness                                               | Einsatzbereitschaft                          | John Raymond Garamendi           | Michael George Glen Waltz |
| Seapower and Projection Forces                          | Seestreitkräfte und Projekte                 | Joseph Courtney                  | Robert Joseph Wittman     |
| Strategic Forces                                        | Strategische Streitkräfte                    | James Hayes Shofner Cooper       | Douglas Lawrence Lamborn  |
| Tactical Air and Land Forces                            | Luft- und Bodenstreitkräfte                  | Donald W. Norcross               | Vicky Jo Hartzler         |